# TRS-80

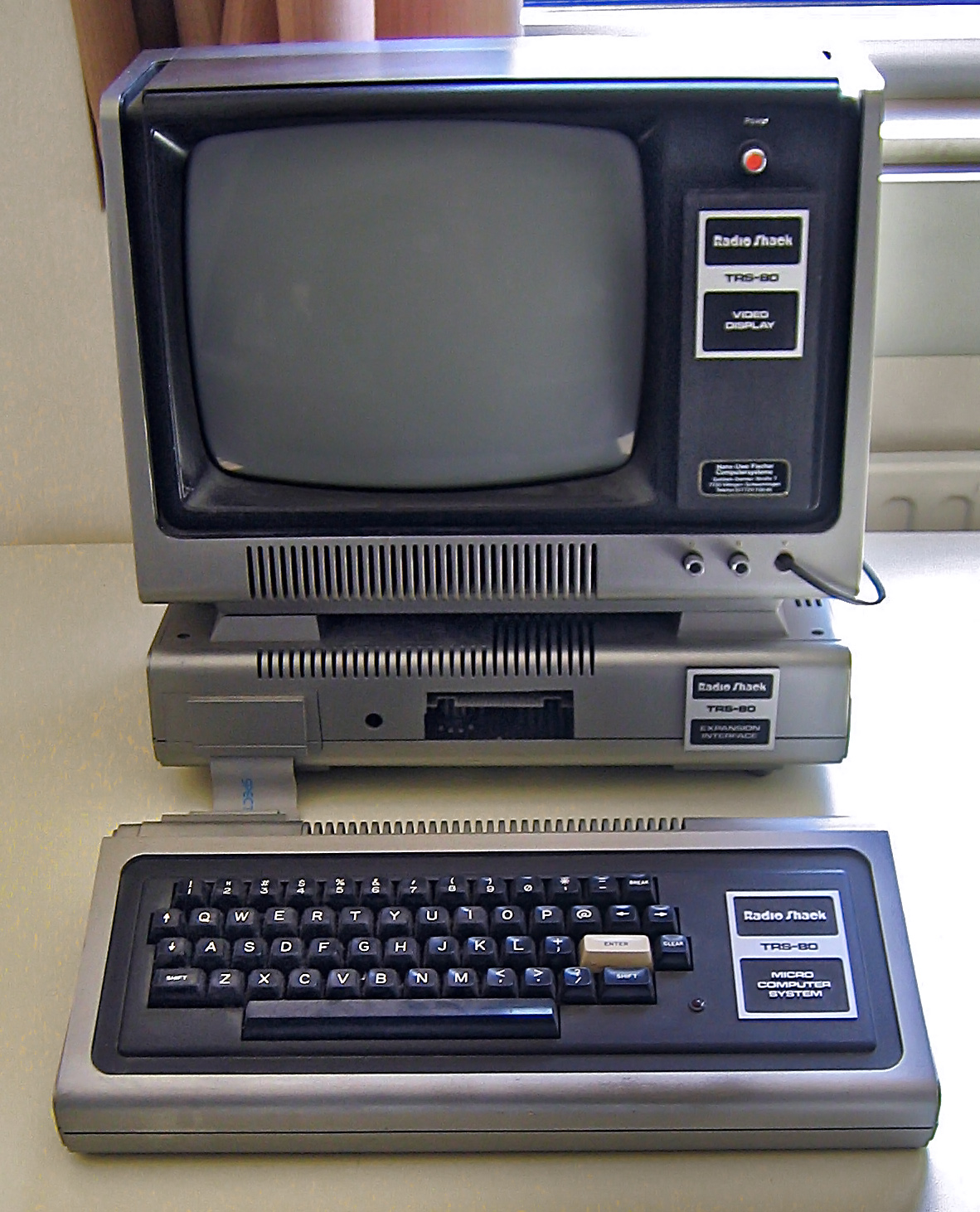
TRS-80 Model I met de monitor boven op de Expansion Interface (EI)

TRS-80 waren verschillende series van computers uit eind jaren 1970 en begin jaren 1980 van de toen pas gefuseerde bedrijven Tandy Corporation en RadioShack. TRS is gevormd uit de voorletters van deze twee bedrijven en het getal 80 verwees naar de Z80-microprocessor waarmee het eerste model was uitgerust. Het kenmerk 80 in het logo bleef behouden, ook al werden de latere modellen uitgerust met andere microprocessoren.

## Series en modellen
- De Z80-gebaseerde thuismodellen. (Model I, III en 4)
- De Z80-gebaseerde bedrijfsmodellen. (Model II en 12)
- De bedrijfsmodellen 16, 16B en 6000
- De "laptop-achtige" TRS-80 Model 100, 200, 600 en 102
- De TRS-80 Color Computers. (CoCo 1, 2, en 3)
- De TRS-80 MC-10
- TRS-80 Pocket Computers (PC-1 tot PC-7)
- PC-compatibele computers zoals de Tandy 1000, 1200 en 2000

Vooral de modellen die waren uitgerust met een Zilog Z80-processor waren vanaf eind jaren 1970 uiterst populair. De Color Computers waren uitgerust met de Motorola 6809-microprocessor en waren bovendien dankzij hun Motorola 6847 Video Display Controller in staat kleurenweergave in hoge resolutie te produceren in tegenstelling tot de monochrome, blokkerige weergave van de Z80-modellen. De Model 16 en zijn opvolgers waren uitgerust met de Motorola 68000 en hadden als besturingssysteem TRS-Xenix, gebaseerd op een vroege versie van Unix. De MC-10, of Micro Color Computer, was een zeer kleine versie van de Color Computer, uitgerust met een 6803-microprocessor. De Pocket Computers waren in Noord-Amerika uitgebrachte modellen van Sharp-pocketcomputers. Op een later tijdstip werden de pc-compatibele computers gemodelleerd naar de IBM-lijn van x86-gebaseerde personal computers uitgebracht.

Andere TRS-80 modellen
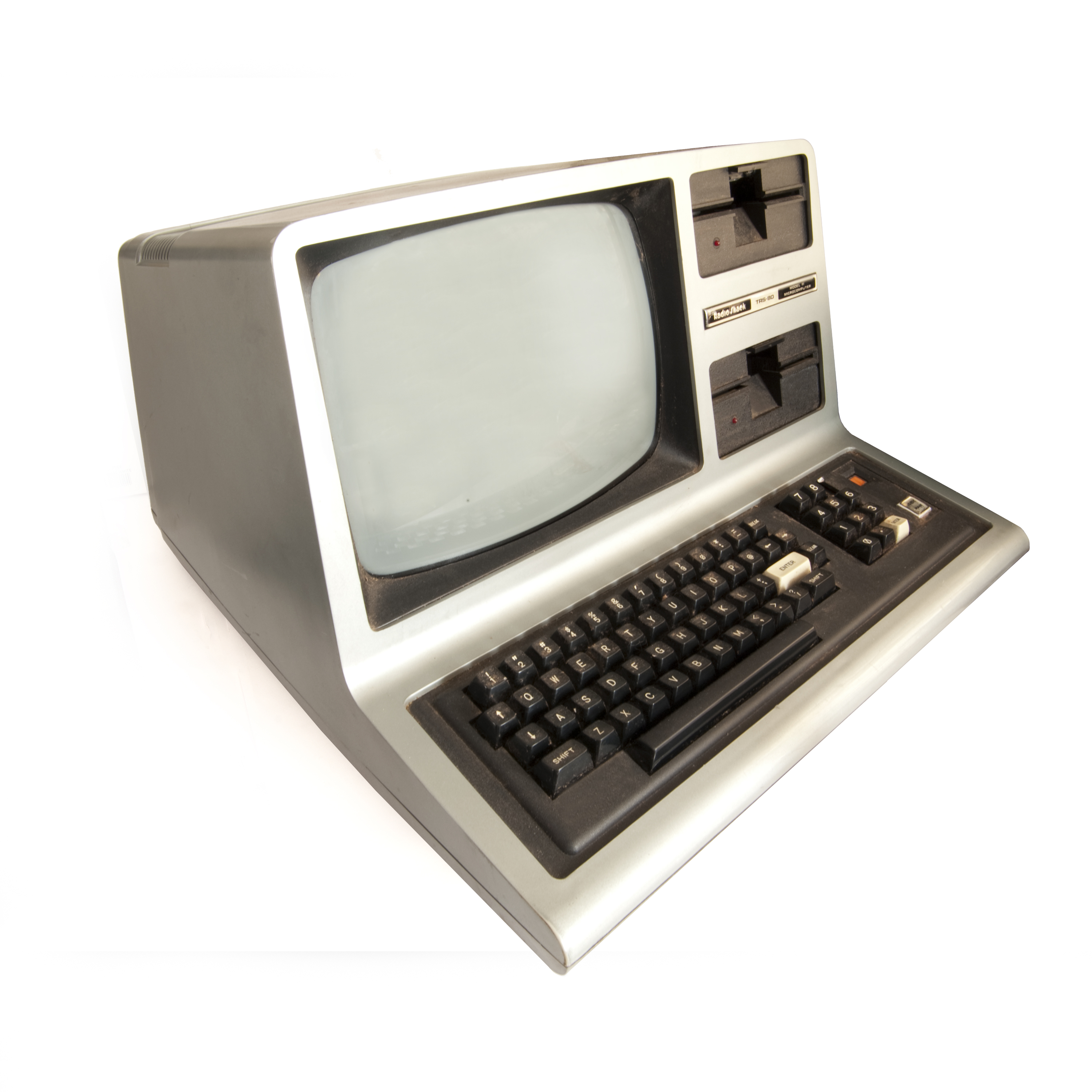
TRS-80 Model 3
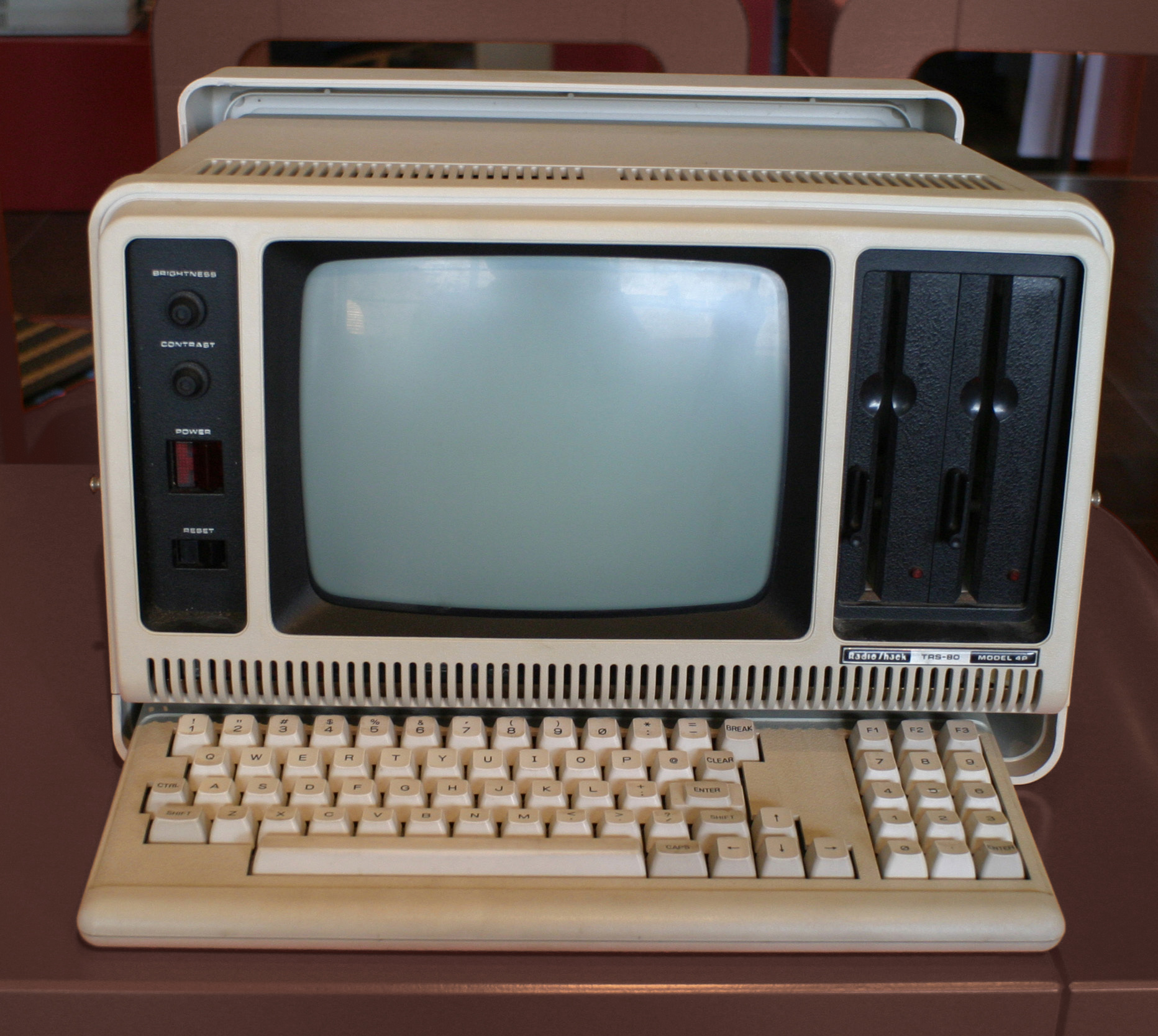
TRS-80 Model 4P
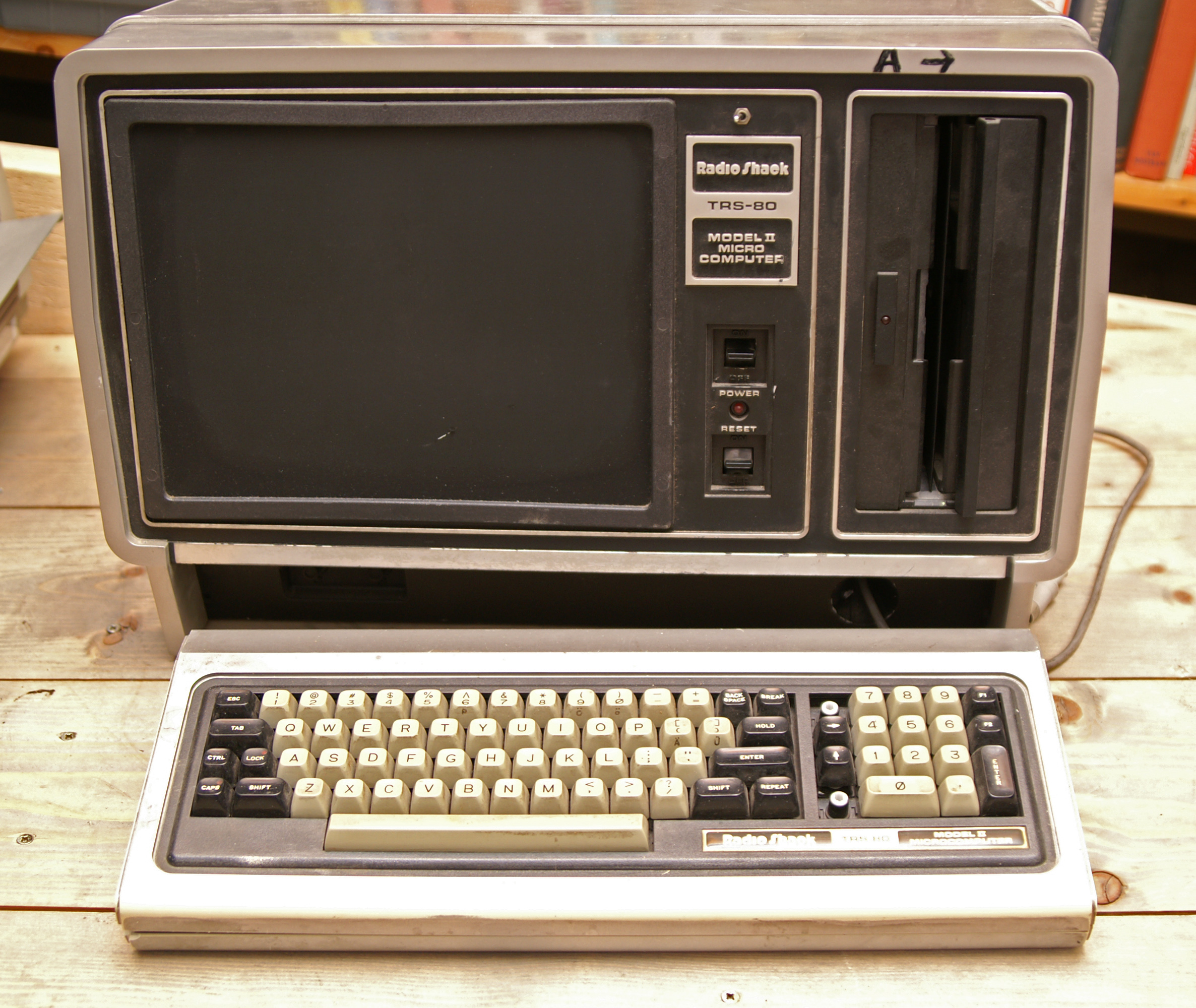
TRS-80 Model II
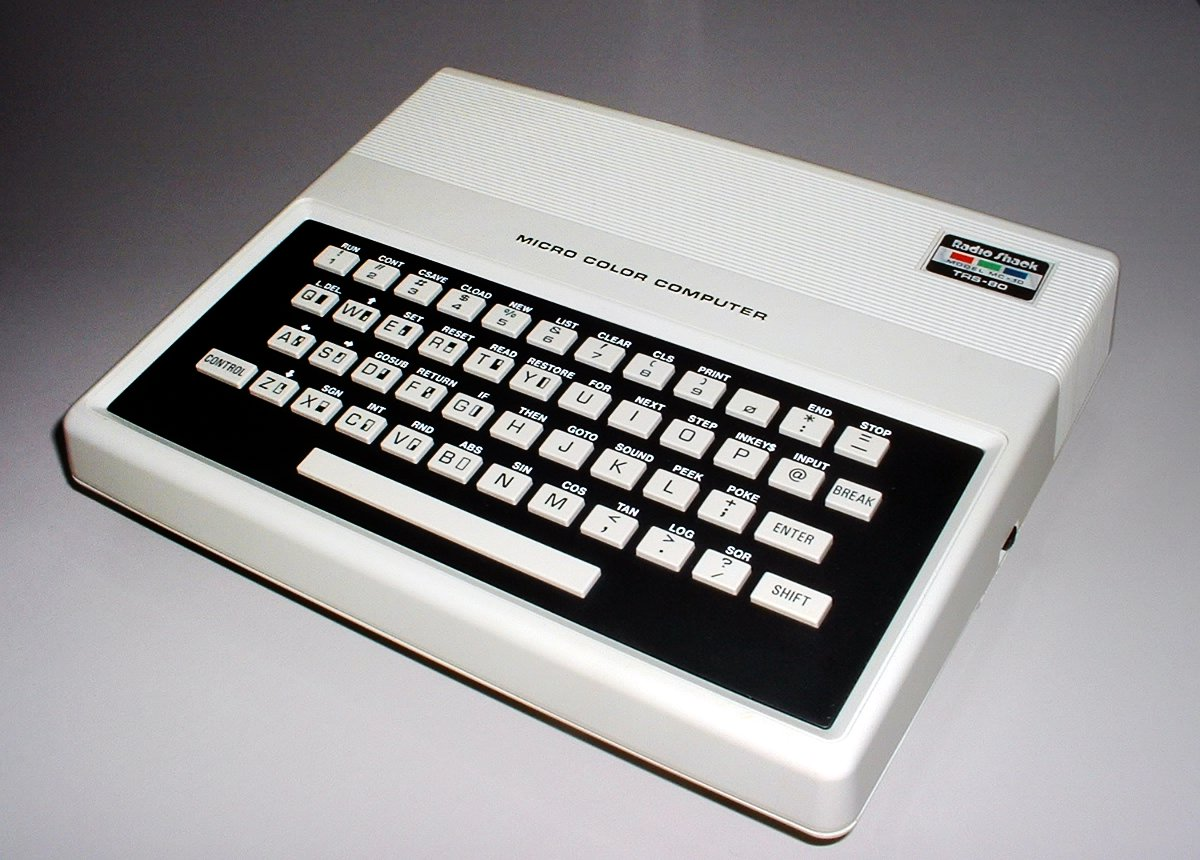
TRS-80 MC10

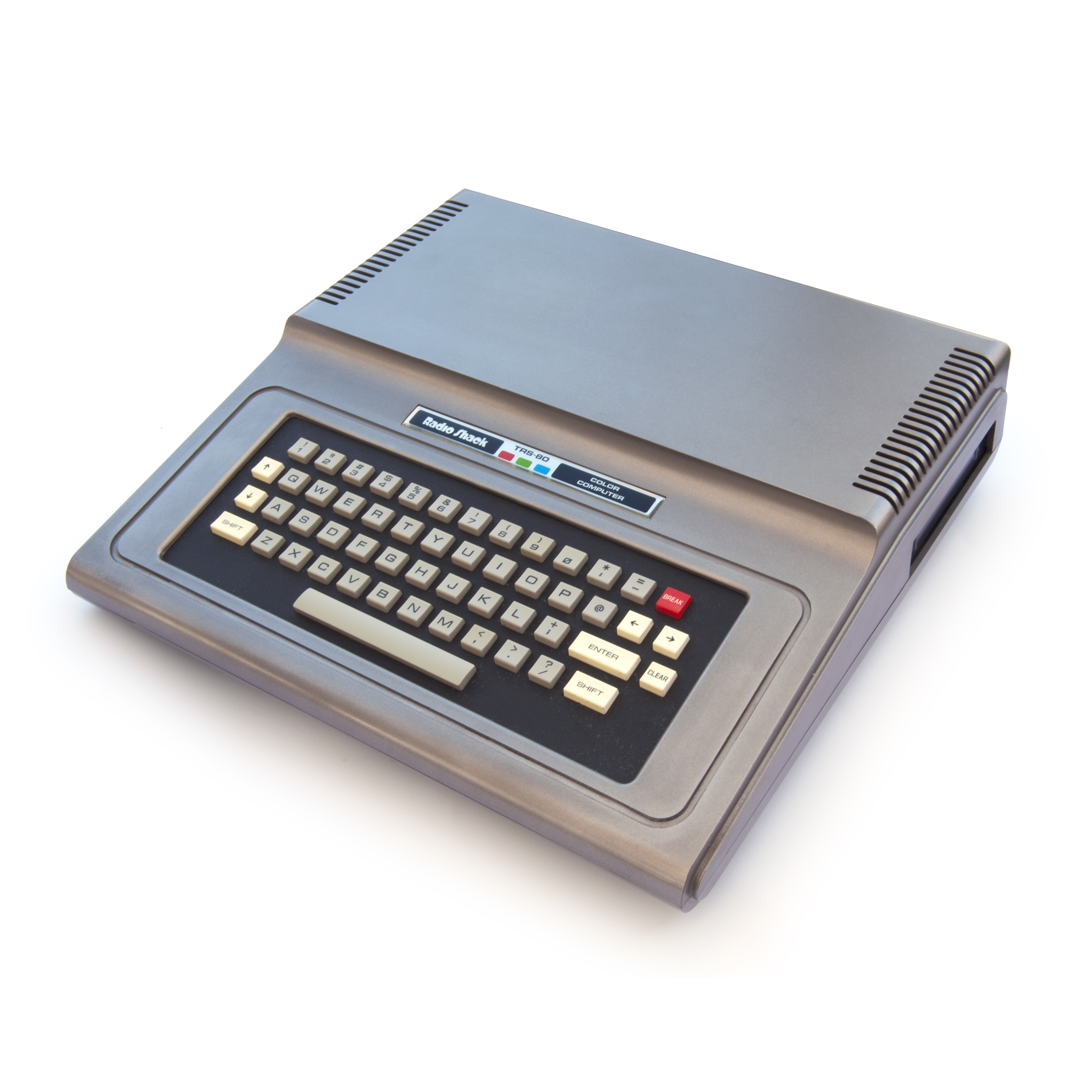
TRS-80 CoCo1
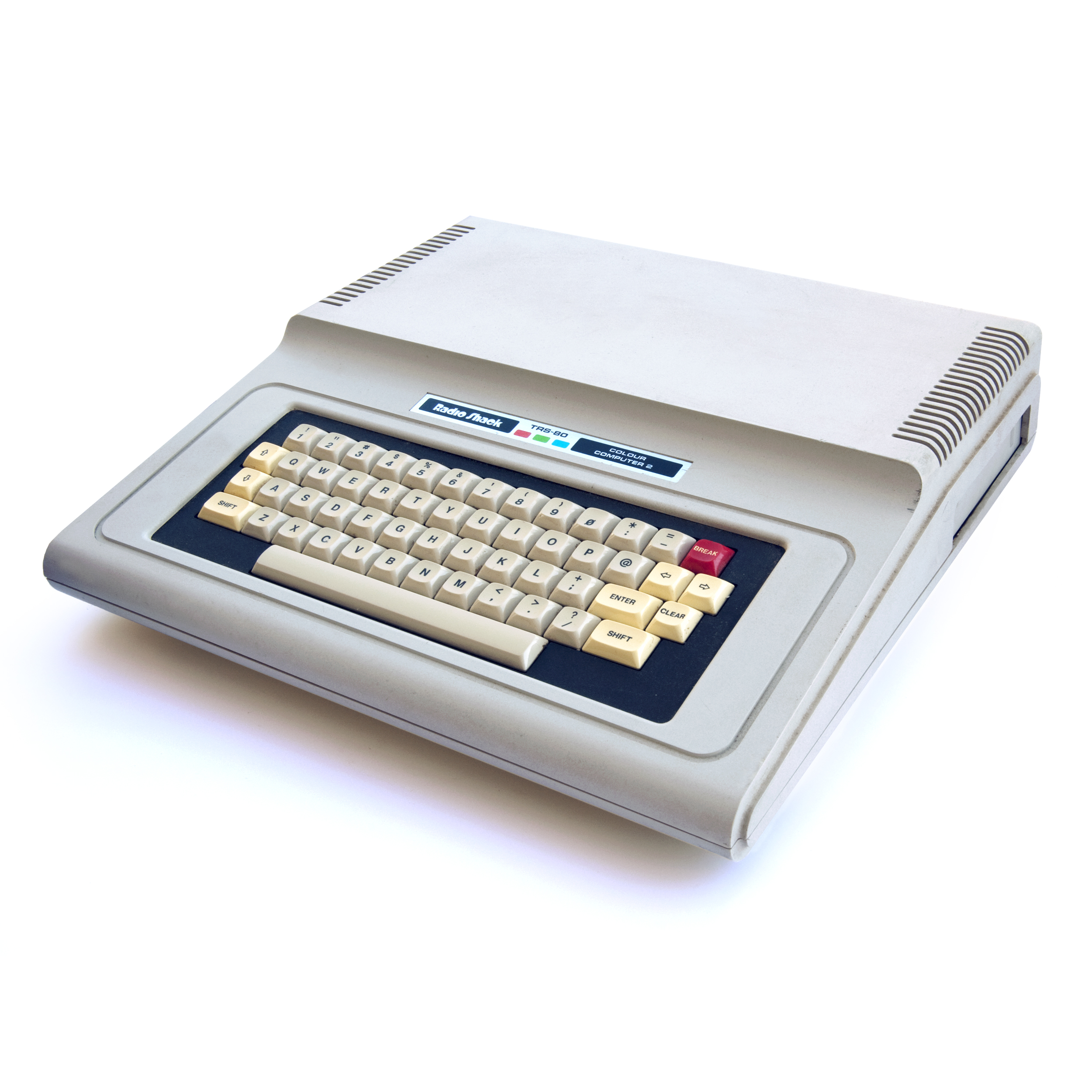
TRS-80 CoCo2
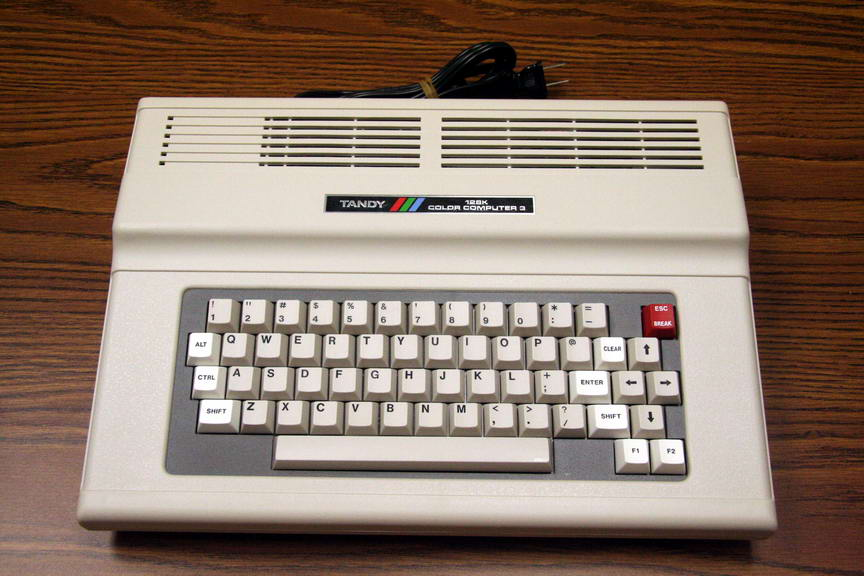
TRS-80 CoCo3
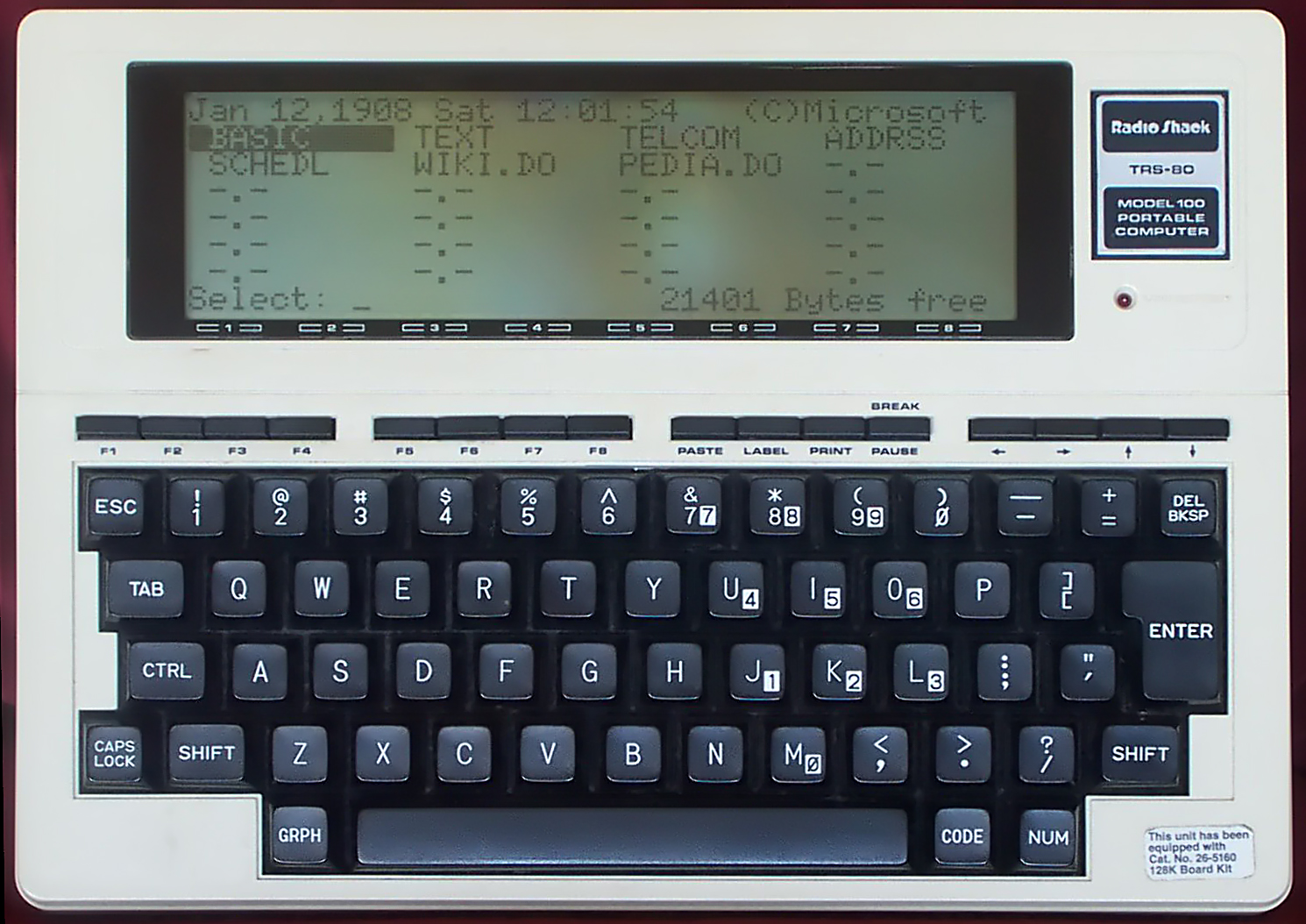
TRS-80 Model 100

## De Z80-gebaseerde thuismodellen

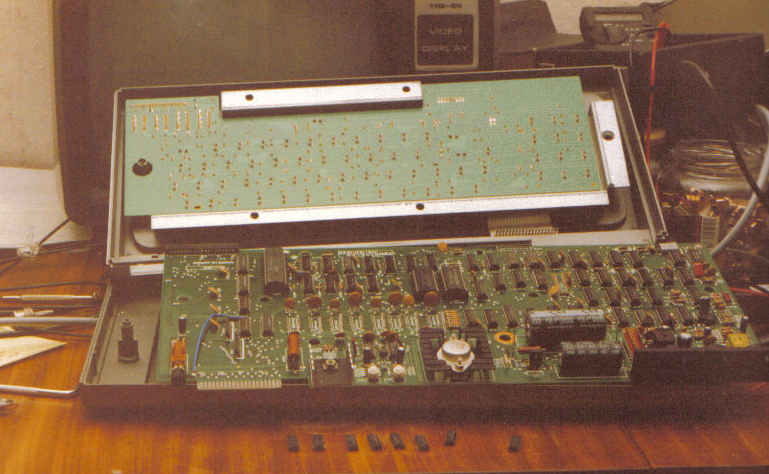
Model 1 geopend.

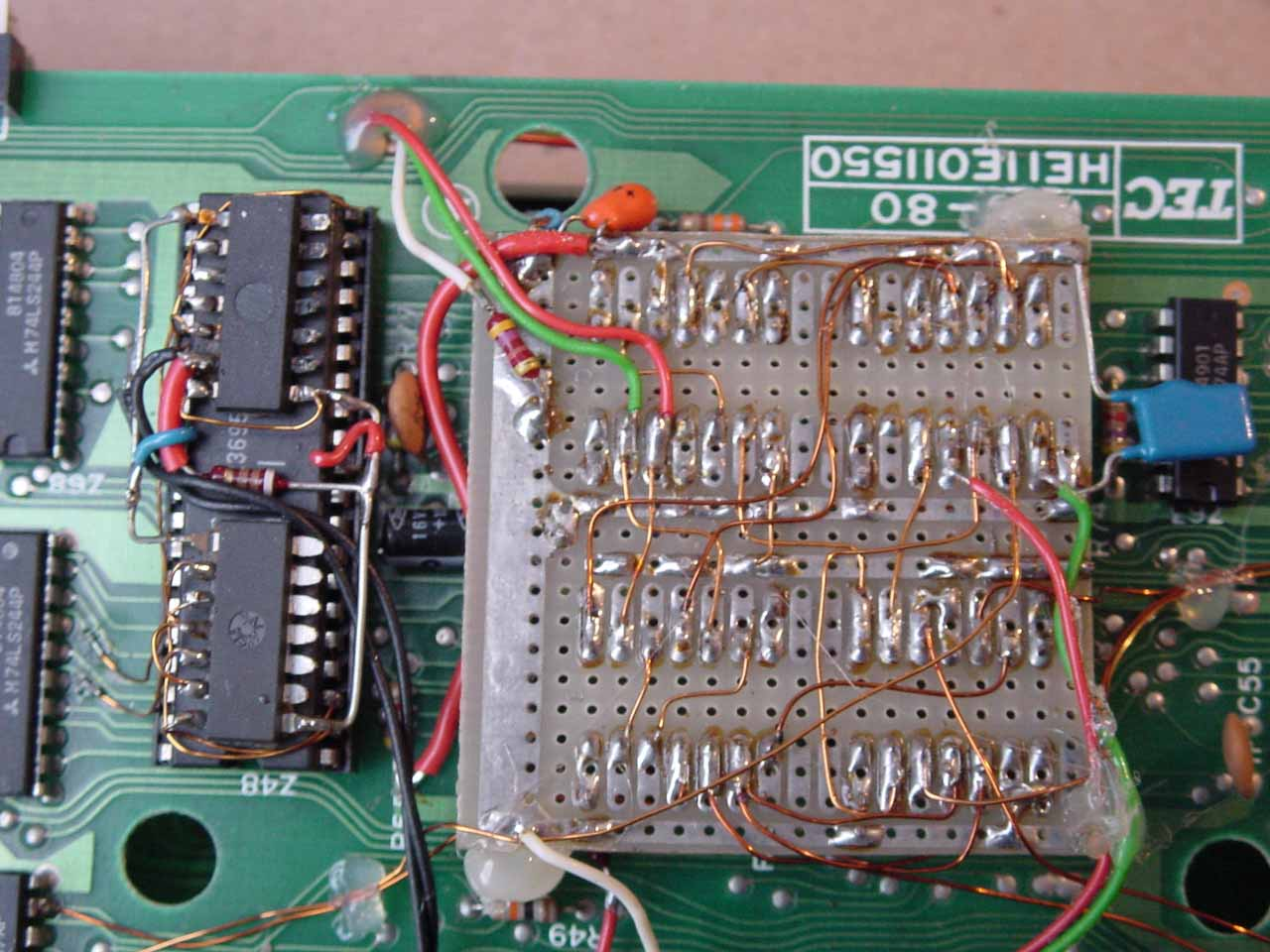
Toegevoeging van SRAM-geheugen om in een gedeelte van het bestaande DRAM-geheugen te kunnen kijken.

- De eerste uit de serie was de TRS-80 (later genoemd Model 1) en werd op 3 augustus 1977 geïntroduceerd voor een prijs van $399,95[2] in de VS. Dit was een computer in de vorm van een dik toetsenbord, dat werd aangesloten op een losse monochrome monitor ($199,95). De computer beschikte over een BASIC-taal in 4 kB ROM en was standaard uitgerust met 4 kB RAM. Er kon een compactcassetterecorder ($49,95) op worden aangesloten, waarop programmatuur en data kon worden opgeslagen. Een complete set; computer, monitor en recorder kon worden aangekocht voor $599,95.

De eerste BASIC-versie betrof een eenvoudige versie (level 1). Deze werd al spoedig vervangen door een uitgebreidere door Microsoft gelicenseerde versie (level 2). De TRS-80 model 1 level 2 kon later ook uitgebreid worden met een zogenaamde Expansion Interface (EI). Hierdoor kon beschikt worden over meer geheugen (tot 48kB) en een aansluiting voor een parallelle printer. Ook kon men hierdoor de computer verder uitbreiden met (tot 4) diskettestations (single sided, single density 5¼"-diskettestations) en een seriële verbinding RS232. Naast BASIC kon men ook programma's ontwikkelen in zogenaamde assembler of machinetaal.
- Veel hobbyisten hebben de model 1 zelf uitgebreid met hardware-aanpassingen zoals de processor versnellen (van 1,7 naar 2,5 MHz), het weergeven van kleine letters (lower case) en het in het toetsenbord uitbreiden van het geheugen (het 16 kB geheugen kon worden verhoogd naar 48 kB door de bestaande 8 stuks 16 kbit-DRAM-chips te vervangen door 8 stuks 64 kbit-DRAM's en enige wijzigingen in de bedrading door te voeren. 16 kB bleef ongebruikt door het ontwerp van de TRS-80 Model 1). Deze aanpassingen waren mede mogelijk omdat de schakelingen (glue logic), die de processoren met de periferie verbonden bestonden uit makkelijk verkrijgbare TTL bouwstenen uit de 74LS TTL-reeks.

In Nederland werd op 1 oktober 1978 de 'TRS-80 Gebruikersvereniging' opgericht die tweemaandelijks het blad 'Remarks' uitgaf. Initieel werd deze computer gebruikt door 'computer-geïnteresseerden'. Al snel werd mede door het beschikbaar komen van bedrijfstoepassingssoftware (rekenblad: Visicalc of wordprocessor: Scripsit en SuperScripsit), deze computer ook gebruikt in kleine bedrijven en hij heeft daarmee mede aan de basis gestaan van het pc-tijdperk.
- Na de model 1 kwam de Model 3. Deze computer was uitgerust met één of twee single-sided double-density 5¼"-diskettestations voor externe opslag, en bovendien waren de mogelijkheden van de BASIC uitgebreid. De vorm van de computer was compleet anders dan de Model 1: het toetsenbord, de diskettestation (floppydrive) en de monitor waren vervat in een enkele kast.
- De Model II was een heel ander type computer die veel meer was gericht op de zakelijke gebruiker. Deze was uitgerust met 8"-diskettestations.
- De Model 4 was de opvolger van de Model III, en leek daar ook in uitvoering sterk op.